# Scleria annularis
Scleria annularis er en halvgræsart, som først blev beskrevet af Ernst Gottlieb von Steudel. Scleria annularis, som forekommer i område fra indiske subkontinent, sydlige Kina, Ny Guinea og det nordlige Australien, indgår i slægten Scleria. Ingen underarter er anført i Catalogue of Life.